# トム・デイビー
トーマス・ジョセフ・デイビー（Thomas Joseph Davey、1973年9月11日 - ）は、アメリカ合衆国・ミシガン州ガーデンシティ出身の元プロ野球選手（投手）。

## 経歴

### プロ入りとMLB時代
1994年のMLBドラフトでトロント・ブルージェイズから5巡目で指名を受け入団。
1999年にメジャーデビューを果たし、同年シーズン途中にシアトル・マリナーズに移籍した。さらに2000年のシーズン途中にサンディエゴ・パドレスに移籍してメジャーにも昇格し、2003年は広島に加入するまでボストン・レッドソックス傘下のマイナーでプレーしていた。

### 広島時代
2003年6月に広島東洋カープに入団。長い脚を活かしての投げ下ろす速球を武器に勝ち星を重ねた。
2004年も先発ローテーションの一角として期待されたが、シーズン中に故障で帰国しそのまま退団。
2005年に広島の入団テストを受けて合格して復帰を果たし6勝、防御率2.98と活躍した。オフに戦力外通告を受ける。

### オリックス時代
2006年からはオリックス・バファローズに移籍。背番号はNPBの投手としては異例の「6」。球速の限界が心配されていたものの、長身を活かした変化球を上手く操り、奪三振へのこだわりを捨てた打たせて取るピッチングでチームのローテーションの一角として活躍し、2桁勝利を達成。
2007年はやや成績を落とすも、年間を通してローテーションを守り、チーム最多の8勝を挙げた。
2008年はオープン戦で右肩腱鞘炎を発症したため登板機会がなく、8月4日にウェイバー公示された。

### 独立リーグ時代
2009年は独立リーグであるアトランティックリーグのカムデン・リバーシャークスでプレー。
その後右肩の不調により手術を行うも復調せず、2011年に引退した。

## 選手としての特徴
140km/h台の手元で変化するストレートに、縦と横のスライダー・チェンジアップなどの変化球を投げる。NHKの「土曜スポーツタイム」内で、日本球界で最もゴロアウトを奪うのが巧みな投手「ゴロキング」というテーマ名で取り上げられたことがある。
打高投低のプロ野球界の潮流や、狭い広島市民球場（移籍後は京セラドーム大阪）という環境にあって、先発ローテ投手として防御率2点台を記録したことが、実働5年のうち3度もある点は、日本球界への適性と投手としての能力の高さの証といえる。2006年は千葉ロッテマリーンズ（当時）の清水直行に並んで、規定投球回達成した投手の中で最少の9被本塁打と被弾数も少なかった。
打撃も得意で、DH制の無い広島時代では通算2本塁打（2004年、2005年に各1本）記録している。ちなみに、長打性の当たりを打っても足が速くないため、広島時代は、長打コースがシングルヒットになることが多かった。

## 人物
ファンに野球カードにサインを求められた際にカードの自身の顔写真を見て、「男前」と言った事がある。
広島時代の2003年に、7月23日の巨人戦で当時巨人に在籍していた清原和博に死球を与え、故意に当たったと思っていた清原に睨み付けられ激怒、両軍選手が駆けつけ二人をなだめ事なきを得る。しかし同年の8月1日の同じく巨人戦で、清原を三振に仕留め、ベンチに戻る際に清原に「Fxxk you!!」と言い放つ。しかしその翌日の試合前に通訳を交え話し合いをし両者は和解しており、オリックス時代はチームメイトであったが特別仲の悪い様子は見られなかった。だが、その話し合いの途中にも「彼まだやってるの？」と挑発めいた発言をしている。
短気な性格であることも有名で、審判に不満な態度を表すことも多く、退場処分も受けたことがある。その短気さで特に有名なのは、2007年5月25日の阪神タイガース戦（京セラドーム大阪）の試合。8回表の先頭打者・赤星憲広に投じたある1球の微妙な判定を巡り、嶋田哲也球審に暴言を吐いて退場処分を食らった（ただし、阪神打線を1失点に抑える好投で勝利投手になっている）。この日ライアン・ボーグルソンから決勝2ランを放ったタフィ・ローズも、この判定に怒りを露にしていた。そのためか、試合後のお立ち台に上がったのは投打のヒーローではなく、デイビー降板後に訪れた1死満塁のピンチを外野フライ2本に抑えた本柳和也と、9回表を無失点に抑えた加藤大輔だった。
オリックス時代、チームの雰囲気の良さを気に入ったこともあり、球団マスコットであるリプシーの中に入ってでもチームへの残留を熱望した。

## 詳細情報

### 年度別投手成績
| 年 度    | 球 団      | 登 板 | 先 発 | 完 投 | 完 封 | 無 四 球 | 勝 利 | 敗 戦 | セ 丨 ブ | ホ 丨 ル ド | 勝 率 | 打 者 | 投 球 回 | 被 安 打 | 被 本 塁 打 | 与 四 球 | 敬 遠 | 与 死 球 | 奪 三 振 | 暴 投 | ボ 丨 ク | 失 点 | 自 責 点 | 防 御 率 | W H I P |
| -------- | ---------- | ----- | ----- | ----- | ----- | -------- | ----- | ----- | -------- | ----------- | ----- | ----- | -------- | -------- | ----------- | -------- | ----- | -------- | -------- | ----- | -------- | ----- | -------- | -------- | ------- |
| 1999     | TOR        | 29    | 0     | 0     | 0     | 0        | 1     | 1     | 1        | --          | .500  | 198   | 44.0     | 40       | 5           | 26       | 0     | 3        | 42       | 6     | 0        | 28    | 23       | 4.70     | 1.50    |
| 1999     | SEA        | 16    | 0     | 0     | 0     | 0        | 1     | 0     | 0        | --          | 1.000 | 100   | 21.0     | 22       | 0           | 14       | 1     | 4        | 17       | 0     | 0        | 13    | 11       | 4.71     | 1.71    |
| '99計    | SEA        | 45    | 0     | 0     | 0     | 0        | 2     | 1     | 1        | --          | .667  | 298   | 65.0     | 62       | 5           | 40       | 1     | 7        | 59       | 6     | 0        | 41    | 34       | 4.71     | 1.57    |
| 2000     | SD         | 11    | 0     | 0     | 0     | 0        | 2     | 1     | 0        | --          | .667  | 50    | 12.2     | 12       | 0           | 2        | 0     | 0        | 6        | 1     | 0        | 1     | 1        | 0.71     | 1.11    |
| 2001     | SD         | 39    | 0     | 0     | 0     | 0        | 2     | 4     | 0        | --          | .333  | 169   | 38.0     | 41       | 3           | 17       | 3     | 1        | 37       | 3     | 1        | 22    | 19       | 4.50     | 1.53    |
| 2002     | SD         | 19    | 0     | 0     | 0     | 0        | 1     | 0     | 0        | 2           | 1.000 | 97    | 21.0     | 23       | 2           | 11       | 1     | 3        | 21       | 1     | 0        | 14    | 13       | 5.57     | 1.62    |
| 2003     | 広島       | 15    | 10    | 2     | 0     | 0        | 5     | 2     | 1        | --          | .714  | 314   | 76.0     | 68       | 8           | 23       | 1     | 3        | 52       | 3     | 0        | 24    | 20       | 2.37     | 1.20    |
| 2004     | 広島       | 9     | 9     | 1     | 0     | 0        | 3     | 4     | 0        | --          | .429  | 232   | 51.0     | 65       | 10          | 23       | 0     | 3        | 37       | 1     | 0        | 38    | 35       | 6.18     | 1.73    |
| 2005     | 広島       | 18    | 18    | 2     | 0     | 0        | 6     | 6     | 0        | 0           | .500  | 488   | 114.2    | 109      | 10          | 42       | 1     | 8        | 76       | 1     | 0        | 50    | 38       | 2.98     | 1.32    |
| 2006     | オリックス | 24    | 24    | 4     | 1     | 1        | 10    | 8     | 0        | 0           | .556  | 695   | 165.0    | 159      | 9           | 53       | 1     | 8        | 77       | 5     | 0        | 61    | 48       | 2.62     | 1.28    |
| 2007     | オリックス | 26    | 26    | 2     | 0     | 0        | 8     | 11    | 0        | 0           | .421  | 695   | 162.2    | 180      | 9           | 44       | 1     | 9        | 78       | 1     | 2        | 66    | 58       | 3.21     | 1.38    |
| MLB：4年 | MLB：4年   | 114   | 0     | 0     | 0     | 0        | 7     | 6     | 1        | 2           | .538  | 614   | 136.2    | 138      | 10          | 70       | 5     | 11       | 123      | 11    | 1        | 78    | 67       | 4.41     | 1.52    |
| NPB：5年 | NPB：5年   | 92    | 87    | 11    | 1     | 1        | 32    | 31    | 1        | 0           | .508  | 2424  | 569.1    | 581      | 46          | 185      | 4     | 31       | 320      | 11    | 2        | 239   | 199      | 3.15     | 1.35    |

- 2010年度シーズン終了時

### 記録
NPB投手記録
- 初登板：2003年7月4日、対横浜ベイスターズ11回戦（横浜スタジアム）、8回裏に2番手で救援登板・完了、1回2失点
- 初奪三振：同上、8回裏に小田嶋正邦から見逃し三振
- 初勝利：2003年7月12日、対中日ドラゴンズ17回戦（広島市民球場）、8回表に2番手で救援登板、1回無失点
- 初先発：2003年7月23日、対読売ジャイアンツ17回戦（東京ドーム）、5回無失点
- 初セーブ：2003年8月9日、対阪神タイガース18回戦（広島市民球場）、7回表に2番手で救援登板・完了、3回無失点
- 初先発勝利・初完投勝利：2003年8月15日、対横浜ベイスターズ16回戦（広島市民球場）、9回1失点
- 初完封勝利：2006年9月19日、対千葉ロッテマリーンズ20回戦（千葉マリンスタジアム）

NPB打撃記録
- 初安打：2003年8月22日、対中日ドラゴンズ21回戦（ナゴヤドーム）、3回表に野口茂樹から左翼線安打
- 初打点：2003年9月23日、対横浜ベイスターズ24回戦（広島市民球場）、4回裏に三浦大輔から一塁スクイズ
- 初本塁打：2003年10月7日、対ヤクルトスワローズ23回戦（明治神宮野球場）、3回表に石堂克利から左越ソロ

### 背番号
- 16 （2003年 - 2004年）
- 30 （2005年）
- 6 （2006年 - 2008年）